# 덴마촌 (나라현)
덴마촌(天満村)은 나라현 북서부, 다카이치군에 있던 촌이다. 현재의 야마토타카다시 남부에 해당한다.

## 역사
- 1889년 4월 1일 - 정촌제 시행에 의해 다카이치군 덴마촌이 성립하였다.
- 1957년 3월 1일 - 야마토타카다시에 편입해, 동일 덴마촌은 폐지되었다.